# Raja Kumarudu
Raja Kumarudu (też pt. "Rajakumarudu") to film indyjski w języku telugu zrealizowany w 1999 roku przez K. Raghavendra Rao. W filmie debiutuje tollywoodzki aktor Mahesh Babu u boku bollywoodzkiej aktorki Preity Zinta.
Film był dubbingowany w hindi pt. Prince No. 1 i w tamilskim pt. "Kaadhal".

## Obsada
- Mahesh Babu – Raj Kumar
- Preity Zinta – Rani
- Prakash Raj – Dhanunjay
- Jayaprakash – Sarvarayudu
- Sumalatha – żona Dhanunjaya